# Melaleuca propinqua
Melaleuca propinqua är en myrtenväxtart som beskrevs av Johannes Conrad Schauer. Melaleuca propinqua ingår i släktet Melaleuca och familjen myrtenväxter. Inga underarter finns listade i Catalogue of Life.